# Mesaba (Schiff, 1898)
Die Mesaba (I) war ein 1898 in Dienst gestelltes Passagierschiff der amerikanischen Reederei Atlantic Transport Line. Zwischen 1912 und 1914 fuhr sie vorübergehend unter belgischer Flagge für die Red Star Line. Am 1. September 1918 wurde sie im St.-Georgs-Kanal von einem deutschen U-Boot versenkt, wodurch 20 Menschen ums Leben kamen.

## Das Schiff
Die Mesaba wurde eigentlich für die Wilson, Furness & Leyland Line in Auftrag gegeben, die 1896 aus dem Zusammenschluss der Leyland Line, der Wilson Line und Furness, Withy & Co. mit Sitz in West Hartlepool entstanden war. Das Schiff wurde unter dem Namen Winifreda gebaut und hatte vier etwa baugleiche Schwesterschiffe, die alle 1897–1898 bei verschiedenen Werften gebaut wurden. Die anderen waren die Victoria (6.849 BRT), die Alexandria (6.919 BRT), die Cleopatra (6.889 BRT) und die Boadicea (7.057 BRT). Alle fünf Schiffe hatten einen Schornstein, einen Propeller und vier Masten.
Das 6.833 BRT große Dampfschiff Winifreda wurde bei Harland & Wolff im nordirischen Belfast gebaut und lief dort am 11. September 1897 als drittes der fünf Schwesterschiffe vom Stapel. Es war mit einer Dreifachexpansions-Dampfmaschine ausgestattet, die 772 nominale PS leistete und eine Reisegeschwindigkeit von 13 Knoten ermöglichte. Die Passagierunterkünfte waren für 120 Reisende der Ersten Klasse ausgelegt.
Am 17. Februar 1898 wurde die Winifreda ihren Eignern übergeben und am 3. März 1898 lief sie zu ihrer Jungfernfahrt nach New York aus. Im Juni 1898 vollendete sie ihre letzte Fahrt von London nach New York für die Wilson, Furness & Leyland Line. Am 21. Juli 1898 wurde sie zusammen mit ihren Schwesterschiffen von der US-amerikanischen Reederei Atlantic Transport Line gekauft, die Ersatz für ihre von der US-Regierung im Spanisch-Amerikanischen Krieg eingesetzten Dampfer benötigte. Alle fünf Schiffe wurden in diesem Zuge umbenannt. Aus der Victoria wurde die Manitou, aus der Alexandria die Menominee, aus der Cleopatra die Mohegan, aus der Winifreda die Mesaba und aus der Boadicea die Marquette. Die Winifreda führte noch zwei Atlantiküberquerungen für die Atlantic Transport Line unter ihrem ursprünglichen Namen durch, bevor sie umbenannt wurde. Zwischen November 1898 und März 1914 fuhr sie insgesamt 104 Mal nach New York.
Am 22. September 1900 kollidierte die Mesaba (Kapitän Seagrave) beim Auslaufen aus New York mit der Martello (Kapitän Jenkins) der Wilson Line. Die Mesaba trug nur leichte Schäden davon, aber die Martello wurde so schwer beschädigt, dass sie zur Reparatur ins Trockendock musste. Als die Mesaba am Ende der Reise, am 3. Oktober, in London einlief, kam es erneut zu einer Kollision, dieses Mal mit dem Dampfer Zeta.
Als 1909 die neue Minnewaska in Dienst gestellt wurde, wurde die Mesaba nur noch als Reserve auf der Route von London nach New York verwendet. So diente sie beispielsweise als Ersatz für die Minnehaha, nachdem diese 1910 nach einem Unfall bei den Scilly-Inseln repariert werden musste.
Zwischen 1912 und 1914 führte die Mesaba drei Überfahrten von Antwerpen nach Boston und Philadelphia für die Red Star Line durch, wurde aber im Juni 1915 wieder der Atlantic Transport Line übergeben.

## Titanic
Im April 1912 war die Mesaba eines der Schiffe, das die Titanic vor Eis warnte. Um 21.40 Uhr am Abend des 14. April ging auf der Titanic folgender Funkspruch der Mesaba ein:

„Von der Mesaba an die Titanic und alle Schiffe mit östlichem Kurs. Auf 42°N bis 41°25'N und 49°W bis 50°30'W wurden starkes Packeis und zahlreiche große Eisberge gesichtet, ebenso Eisfelder. Wetter gut und klar.“

Fünf Minuten später bestätigte der Funker der Titanic den Eingang der Meldung. Es ist ungeklärt geblieben, was danach mit der Meldung passiert ist, ob sie zur Brücke geschickt wurde und wer sie gesehen hat. Von den überlebenden Offizieren konnte sich keiner an sie erinnern. Allerdings wusste der Kapitän bereits von einer früheren Meldung, dass die Titanic in ein Gebiet mit Eis fährt. Es dürfte daher wenig bedeutend gewesen sein, ob er von der Meldung der Mesaba erfahren hat.
Zwei Stunden nach der Meldung kam es zur Kollision mit dem Eisberg. Funker Jack Phillips, der die Meldung entgegengenommen hatte, überlebte das Unglück nicht. Es entstanden Gerüchte darüber, wie Phillips mit der Meldung umgegangen ist. In manchen Titanic-Filmen wird gezeigt, wie Phillips die Meldung achtlos auf einen Stapel legt, weil er mit dem Versenden von kommerziellen Meldungen der Passagiere beschäftigt ist. Das muss jedoch reine Spekulation bleiben.

## Versenkung
Am 1. September 1918 wurde die Mesaba im St.-Georgs-Kanal 21 Meilen nordöstlich von Tuskar Rock an der Küste der irischen Grafschaft Wexford von dem deutschen U-Boot UB 118 (Kapitänleutnant Hermann Arthur Krauß) torpediert und versenkt. Das Schiff befand sich in einem Geleitzug auf dem Weg von Liverpool nach Philadelphia. 20 Menschen kamen ums Leben, darunter der Kommandant, Kapitän Owen Percy Clark.

## Das Wrack
Am 27. September 2022 wurde bekanntgegeben, dass ein Forschungsteam der Bangor University in Zusammenarbeit mit der Bournemouth University das Wrack der Mesaba mithilfe von Multibeam-Sonartechnik des Forschungsschiffs Prince Madog lokalisiert und identifiziert hat.